# Павлов Леонід Вікторович
Леоні́д Ві́кторович Па́влов — солдат Збройних сил України, учасник російсько-української війни.

## Бойовий шлях
Сапер, 703-й інженерний полк. Механік-водій БМР-2 (командир — старший сержант Богдан Бавдис), 26 січня 2015-го брав участь у штурмі шахти «Жаркоє», терористи виставили димову завісу. БМР одним котком напоровся на протитанкову міну, проте до запланованого моста зуміли доїхати. Біля моста піхота стала перегруповуватися, БМР рушила на територію шахти, підірвала ще одну протитанкову міну, протипіхотні міни та гранати Ф-1 і РГД-5 на «розтяжках». Повернувшись, полишили БМР біля моста та з піхотою рушили у атаку, зайняли й тримали оборону в одній з будівель біля шахти. Від вибуху Коваля й Бавдиса відкинуло на стіну, проте бою не полишили; контроль над шахтою було перейнято о 2-й ночі.
На початку лютого в складі екіпажу БМР брав участь у визволенні Логвинового біля Дебальцевого. Один із снарядів, випущених терористами, пошкодив бойову машину, повертатися довелося під постійним обстрілом. Після цього сапери знову воювали як піхота, разом з іншими вояками відбили кілька атак, було підбито 3 танки ворога.
Контужений, лікувався в Артемівську.

## Нагороди
За особисту мужність, сумлінне та бездоганне служіння Українському народові, зразкове виконання військового обов'язку відзначений — нагороджений
- 15 вересня 2015 року — орденом «За мужність» III ступеня.